# Deerfield (New Hampshire)
Deerfield – miasto w Stanach Zjednoczonych, w stanie New Hampshire, w hrabstwie Rockingham.